# Lake Luzerne-Hadley
Lake Luzerne-Hadley és una concentració de població designada pel cens dels Estats Units a l'estat de Nova York. Segons el cens del 2000 tenia 2.240 habitants.

## Demografia
Segons el cens del 2000, Lake Luzerne-Hadley tenia 2.240 habitants, 882 habitatges, i 606 famílies. La densitat de població era de 230 habitants/km².
Dels 882 habitatges en un 33,7% hi vivien nens de menys de 18 anys, en un 53,3% hi vivien parelles casades, en un 11,3% dones solteres, i en un 31,2% no eren unitats familiars. En el 24,4% dels habitatges hi vivien persones soles el 10,7% de les quals corresponia a persones de 65 anys o més que vivien soles. El nombre mitjà de persones vivint en cada habitatge era de 2,52 i el nombre mitjà de persones que vivien en cada família era de 2,99.
Per edats la població es repartia de la següent manera: un 26,1% tenia menys de 18 anys, un 7,1% entre 18 i 24, un 29,2% entre 25 i 44, un 23,1% de 45 a 60 i un 14,6% 65 anys o més.
L'edat mediana era de 38 anys. Per cada 100 dones de 18 o més anys hi havia 90,8 homes.
La renda mediana per habitatge era de 34.922 $ i la renda mediana per família de 38.153 $. Els homes tenien una renda mediana de 31.875 $ mentre que les dones 19.444 $. La renda per capita de la població era de 15.979 $. Entorn del 9,2% de les famílies i l'11,9% de la població estaven per davall del llindar de pobresa.